# Vipertime
Vipertime ist eine seit 2018 bestehende britische Fusionband.

## Bandgeschichte
Nachdem sich die Band Vipertime Anfang 2018 als freie Improvisationsgruppe bei Sessions in Kellern der House-Partys in Leeds gebildet hatte, nahm sie ihre erste EP All Our Heroes Are Dead auf, die auf BBC3, Worldwide FM und BBC Introducing Rezensionen erhielt. Vipertime hat in ganz Großbritannien auf Veranstaltungsorten und Festivals gespielt, darunter auf dem Lancaster Jazz Festival, dem Smugglers Festival, sowie im Band on the Wall, dem Brudenell Social Club und im Hootananny Brixton.
Das in Leeds ansässige Jazz-Punk-Quartett Vipertime legte 2018 eine erste EP vor, All Our Heroes Are Dead;  2019 folgte bei Hyde Park Book Club ihr Debütalbum Shakedown, das die Band in der Besetzung Ben Powling (Tenorsaxophon), Matías Reed (Bass) sowie Charlie Grimwood und Luke Reddin-Williams (beide Drums & Percussion) eingespielt hatte. 2019 folgte die EP Live At Smugglers Festival, statt Charlie Grimwood saß George Hall am Schlagzeug. Musikalisch bewegt sich die Band zwischen Ethno-Jazz, Post-Punk, Afrobeat und Free Jazz.

## Würdigung
Benn Lee (Jazz Revelations) schrieb, Vipertime hätten zwar einen nahezu identischen Aufbau wie die Londoner Sons of Kemet, aber einen unglaublich seltenen Sound, der sie spektakulär von all ihren Zeitgenossen unterscheide. Katy Landles (The State of the Art) sieht bei Vipertime Quellen der Inspiration in den Klänge von äthiopischen Jazz-Platten der 70er Jahre; ferner sei Ben Powlings Spiel beeinflusst von dem 2020 verstorbenen Steve Grossman. „Nubische Skalen und eine Punk-Aggression verschmelzen in Matías Reeds knurrendem Bass, dem brüllenden Motor in der Mitte der Maschine.“

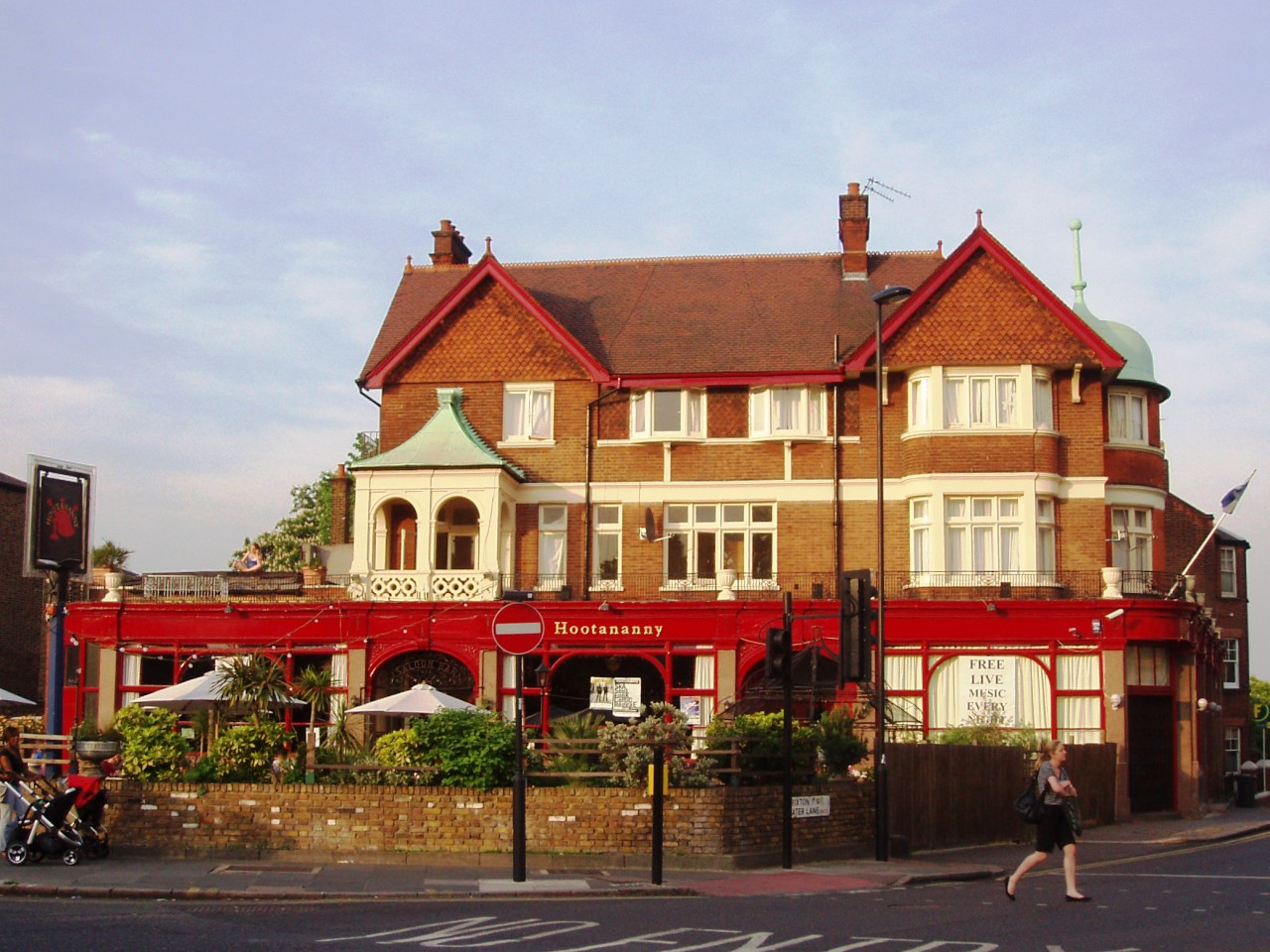
Einer der Auftrittsorte der Band Vipertime, das Hootananny in Brixton.

## Diskographie
- All Our Heroes Are Dead (EP, 2018)
- Shakedown (2019)
- Augury (Single, 2019)
- Live at Smugglers Festival (EP, 2020)
- Limbs/All Our Heroes Are Dead (Single, 2021)
- Arise (2023)[4]